# Ванек, Иржи
Иржи Ванек (чеш. Jiří Vaněk; родился 24 апреля 1978 года в Домажлице, Чехословакия) — чешский профессиональный теннисист и тренер.

## Общая информация
Ванек начал играть в теннис вместе с отцом — Иржи — бизнесмен; Мать — Любица; по профессии медсестра.
Есть жена — Маркета (женаты с 29 ноября 2002 года); у пары есть сын — Иржи Джорджио (родился 17 мая 2003 года).
Любимая поверхность — грунт. Увлекается хоккеем.

## Спортивная карьера
Профессиональную карьеру начал в 1995 году. Летом того же года Ванек впервые сыграл в основных соревнованиях АТП-тура, выступив на турнире в Праге. В 1998 году он выиграл первые титулы на турнирах серии «челленджер». В январе 2000 года Ванек дебютировал на турнирах серии Большого шлема, сыграв на Открытом чемпионате Австралии. В апреле того же года он смог выйти в четвертьфинал турнира АТП в Атланте. Во втором раунде Иржи удалось пройти первую ракетку мира на тот момент Андре Агасси. Первый сет он выиграл у именитого соперника со счётом 6-4, после чего Агасси отказался доигрывать матч из-за травмы. Этот результат позволил чешскому теннисисту впервые войти в топ-100 мирового рейтинга. В мае он вышел в четвертьфинал турнира в Орландо, а в июле повторил этот результат ещё на одном турнире в Сан-Марино. В сентябре Ванек выступил на Олимпийских играх в Сиднее, где прошёл во второй раунд. В октябре он достиг наивысшего место в рейтинге за свою карьеру — 74-я позиция.
В мае 2001 года Ванек вышел в четвертьфинал турнира в Хьюстоне. В июне смог выиграть два грунтовых «челленджера». В сентябре он добрался до 1/4 финала на турнире в Палермо. В 2002 году он один раз смог выйти в четвертьфинал в основном туре — в январе на турнире в Ченнаи. В феврале 2003 года Ванек сыграл в 1/4 финала турнира в Винья-дель-Маре. В июне он выиграл ещё один титул на «челленджере». В мае 2004 года прибавил к этому ещё две победы. В августе того года он смог выйти в четвертьфинал турнира АТП в Сопоте.
В январе 2005 года Ванек выиграл «челленджер» в Германии. В феврале он единственный раз в карьере сыграл в финале турнира АТП, пройдя в него в парных соревнованиях в Акапулько, где он выступил совместно с Томашом Зибом. В июле Ванек, наконец-то, смог преодолеть стадию четвертьфинала в одиночном разряде на турнирах АТП и вышел в полуфинал грунтового турнира в Бостаде. В 2006 году он отметился тремя выходами в четвертьфинал в АТП-туре за сезон (в Коста-ду-Сауипе, Касабланке и Умаге). За 2007 год лучшими достижениями Ванека стал ыход в четвертьфинал в Штутгарте и победа на «челленджере» в Италии.
В апреле 2008 года Ванек сыграл в 1/4 финала на грунте в Эшториле. В мае он выиграл «челленджер» в Чехии. В августе Иржи сыграл на  Олимпийских играх в Пекине, но проиграл в первом же раунде Михаилу Южному. В 2011 году он завершил профессиональную карьеру теннисиста.
По завершении карьеры теннисиста Ванек начал тренерскую карьеру. Он являлся тренером известной чешской теннисистки Каролины Плишковой, а с 2016 года тренирует двукратную чемпионку Уимблдона Петру Квитову.

## Рейтинг на конец года
| Год  | Одиночный рейтинг | Парный рейтинг |
| 2011 | 1 510             |                |
| 2010 | 701               | 649            |
| 2009 | 175               | 561            |
| 2008 | 124               | 543            |
| 2007 | 101               | 307            |
| 2006 | 102               | 155            |
| 2005 | 99                | 104            |
| 2004 | 115               | 324            |
| 2003 | 143               |                |
| 2002 | 199               | 514            |
| 2001 | 102               |                |
| 2000 | 77                |                |
| 1999 | 160               | 649            |
| 1998 | 170               | 364            |
| 1997 | 305               | 681            |
| 1996 | 385               | 584            |
| 1995 | 495               | 677            |
| 1994 | 1 219             | 1 170          |

## Выступления на турнирах

### Финалы турнировATPв парном разряде (1)

#### Поражения (1)
| Легенда                |
| ---------------------- |
| Турниры Большого шлема |
| Кубок Мастерс          |
| ATP Мастерс            |
| АТР Gold               |
| АТР International      |

| №  | Дата            | Турнир             | Покрытие | Партнёр   | Соперники в финале            | Счёт        |
| 1. | 27 февраля 2005 | Акапулько, Мексика | Грунт    | Томаш Зиб | Сантьяго Вентура Давид Феррер | 6-4 1-6 4-6 |